# Rosemir Pires dos Santos
Rosemir Pires dos Santos (* 25. července 1978, São Paulo) je bývalý brazilský fotbalový obránce, kariéru ukončil v roce 2009.

## Klubová kariéra
S fotbalem začal v SPFC. Dále hrál v Uerdingenu, Göttingenu, Opavě, Wilu, FC Schaffhausen a Portuguesa Londrinense.

### SFC Opava
V roce 2003 přišel do SFC. Debut v Gambrinus lize si připsal dne 2. srpna 2003 proti pražské Spartě, kdy Opava prohrála 4:0. První ligový gól vstřelil o týden později při remíze s Jabloncem. Za Opavu si celkem připsal 5 startů a jednu vstřelenou branku.

## Osobní život
Hovoří německy.